# Polígono simples

Um polígono simples hexagonal.

Um polígono complexo pentagonal.

Um polígono simples é um polígono cujos lados não adjacentes não se interceptam. Um polígono simples divide o plano geométrico que o contém em duas regiões: a região interior ao polígono e a região exterior a ele. Um polígono que não é simples é denominado polígono complexo.